# Paracladopelma pullatum
Paracladopelma pullatum är en tvåvingeart som först beskrevs av Freeman 1957.  Paracladopelma pullatum ingår i släktet Paracladopelma och familjen fjädermyggor. Inga underarter finns listade i Catalogue of Life.